# Gymnemopsis pierrei
Gymnemopsis pierrei là một loài thực vật có hoa trong họ La bố ma. Loài này được Costantin mô tả khoa học đầu tiên năm 1912.